# ラリー・パークス
サミュエル・クラウスマン・ローレンス・パークス（Samuel Klausman Lawrence Parks, 1914年12月13日 - 1975年4月13日）は、アメリカ合衆国の俳優である。アル・ジョルソンを演じたことでアカデミー主演男優賞にノミネートされた『ジョルスン物語』（1946年）およびその続編の『ジョルスン再び歌う』（1949年）で知られる。下院非米活動委員会に召喚され、共産党員であることを認めたことによりハリウッドの映画会社のブラックリストに載ってしまったためにキャリアが終わった。

## 生い立ち
カンザス州オレイサでユダヤ系の家庭に生まれる。イリノイ州ジョリエットで育ち、1932年にジョリエット・タウンシップ・ハイスクールを卒業する。
イリノイ大学アーバナ・シャンペーン校にプリメド学生として通い、また数年間ストックカンパニーで活動した。その後はジョン・ガーフィールドの勧めでハリウッドに移り、ワーナー・ブラザースの映画『Mama Ravioli』の企画を紹介された。その映画は休止になったが、1941年にパークスはコロンビア ピクチャーズと契約を交わした。

## キャリア
コロンビア映画と契約したパークスは初期は大作映画では端役、B級映画では大きな役を貰っていた。
アル・ジョルソンの伝記映画を準備していたコロンビアは当初はスター俳優の起用を考えており、ジェームズ・キャグニーやダニー・トーマスなどにオファーしたが断られ、最終的に契約中のパークスに話が持ちかけられた。パークスは面接でプロデューサーを感動させてその役割を獲得した。『ジョルスン物語』の出演時に当時31歳だった彼はアカデミー主演男優賞にノミネートされた。
スターとなったパークスをコロンビア映画はつなぎ止め、彼は同社の『地上に降りた女神』（1947年）でリタ・ヘイワースと共演した。彼は同年の米国の人気のスターで15位に選ばれた。
1949年には『ジョルスン物語』の続編の『ジョルスン再び歌う』が公開され、興行的に成功した。
1951年、パークスは下院非米活動委員会（HUAC）によって召喚される。彼は証言を強要しないようにと泣き叫びながら懇願し、ブラックリスト入りの道を選んだ。しかしながら最終的に根負けし、昔の共産党仲間の名前をHUACに証言した。この件を受けコロンビア映画はパークスとの4年契約を破棄し、出演予定だった映画『Small Wonder』も取り消した。
これ以降パークスは舞台出演やテレビ番組の制作に移った。最後の出演映画はジョン・ヒューストンの『フロイド/隠された欲望』（1962年）だった。
パークスは最終的に映画界を離れ、妻のベティ・ギャレットと共にアパートを経営して収入を得た。

## 私生活
1944年にベティ・ギャレットと結婚し、後に俳優となるアンドリュー・パークスを含む2児をもうけた。パークスは俳優のジェフ・ブリッジスの代父でもあった。
60歳の時に心筋梗塞で亡くなった。

## 主なフィルモグラフィ
- 死体は追う The Boogie Man Will Get You (1942)
- 晴れて今宵は You Were Never Lovelier (1942)
- 先制攻撃 Counter-Attack (1945)
- ジョルスン物語 The Jolson Story (1946)
- 地上に降りた女神 Down to Earth (1947)
- ジョルスン再び歌う Jolson Sings Again (1949)
- フロイド/隠された欲望 Freud: The Secret Passion (1962)